# Ċirkewwa

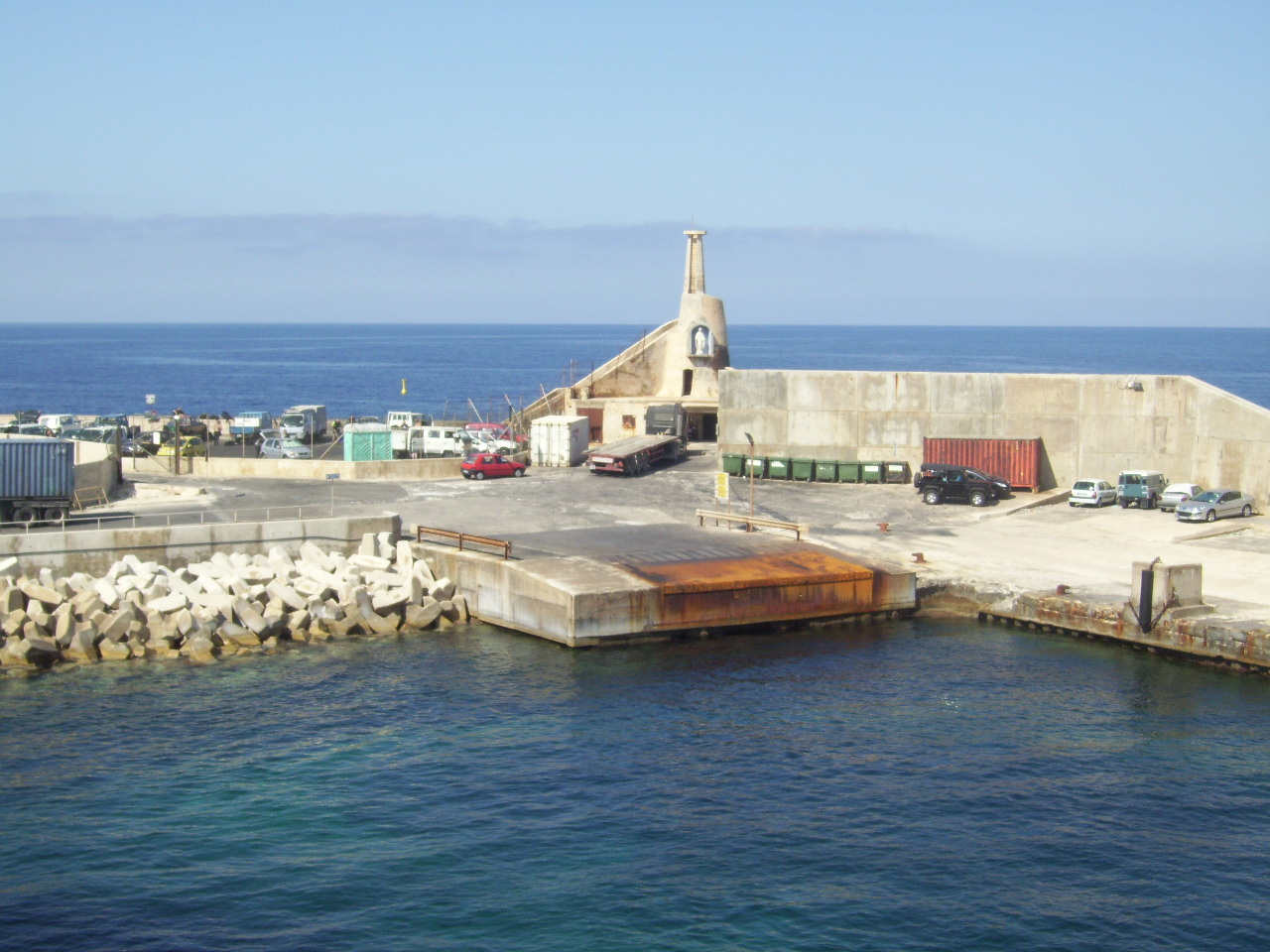
Ċirkewwa

Ċirkewwa ist ein Fährhafen auf Malta und zugleich der nordwestlichste Punkt der Insel Malta. Von hier aus verkehren regelmäßig RoRo-Fähren zum Hafen Mġarr auf Gozo. Im Sommer legen in der Nähe des Fährhafens auch Personenfähren zur Insel Comino ab.
Verwaltungsrechtlich ist Ċirkewwa ein Teil der Stadt Mellieħa. In der Nähe gibt es eine Meerwasserentsalzungsanlage, ein Hotel und die Badebucht Paradise Bay. Ċirkewwa wird gerne von Tauchschulen zum Tauchen angesteuert. Eine Marienfigur unter Wasser sowie das Wrack des 1991 versenkten Schleppers Rozi und das des 2007 versenkten Patrouillenbootes P29 stellen die wichtigsten Attraktionen dar.